# Comuna Mohîlne, Haivoron
Mohîlne (în ucraineană Могильне) este o comună în raionul Haivoron, regiunea Kirovohrad, Ucraina, formată din satele Jovtneve, Mohîlne (reședința) și Vilhovețke.

## Demografie
Componența lingvistică a comunei Mohîlne
     Ucraineană (98,63%)
     Rusă (1,13%)
     Alte limbi (0,04%)
Conform recensământului din 2001, majoritatea populației comunei Mohîlne era vorbitoare de ucraineană (98,63%), existând în minoritate și vorbitori de rusă (1,13%).